# مجله بین‌المللی باستان‌شناسی ایران
مجله بین‌المللی باستان‌شناسی ایران با مدیر مسئولی دکتر محمد بهرامزاده و سردبیری دکتر فریدون بیگلری به زبان فارسی، انگلیسی و فرانسه سالانه در دو شماره منتشر می‌شود.
مباحث مورد نظر مجله باستان شنـاسی ایـران از دوران پارینه سنگی تا دوره اسلامی، مطالعات باستان گیاه‌شناسی، باستان جانورشناسی، باستان زمین‌شناسی، باستان قوم شناسی، انسان‌شناسی جسمانی و سایر حوزه‌های مرتبط در ایران و کشورهای همسایه است. اعضای هیت علمی این مجله بین‌المللی از مراکز معتبر علمی کشور و جهان از جمله موزه ملی ایران، دانشگاه تهران، موزه دانشگاهی پنسیلوانیا، دانشگاه پاریس ۱، دانشگاه بوردو، دانشگاه شیکاگو، دانشگاه هاروارد، دانشگاه توبینگن، دانشگاه ماینز، موزه ملی تاریخ طبیعی پاریس و موزه هنر لس آنجلس هستند. تاکنون سه شماره از این مجله منتشر شده که علاوه بر داخل کشور، در کشورهای اروپایی و آمریکای شمالی نیز پخش می‌شود. هدف از انتشار این مجله انعکاس پژوهشهای باستان‌شناسی در حال انجام ایران در سطح بین‌المللی است.